# Comuna Oziutîci, Lokaci
Oziutîci (în ucraineană Озютичі) este o comună în raionul Lokaci, regiunea Volînia, Ucraina, formată din satele Oziutîci (reședința) și Zapust.

## Demografie
Componența lingvistică a satului Oziutîci
     Ucraineană (100%)
Conform recensământului din 2001, toată populația satului Oziutîci era vorbitoare de ucraineană (100%).